# گرگایه
گرگایه (به صربی: Grgaje) یک منطقهٔ مسکونی در صربستان است که در سینیتسا واقع شده‌است. گرگایه ۸۷ نفر جمعیت دارد.